# Saison 2005-2006 du Standard Fémina de Liège
Maillots
Chronologie
Saison précédente Saison suivante
La saison 2005-2006 du Standard Fémina de Liège sera celle des gros scores tant en championnat qu'en Coupe. Malgré cela, les Liégeoises terminent loin (20 points et une 5e place) des championnes de Belgique, le KFC Rapide Wezemaal. Toutefois, la saison se terminera en apothéose par une victoire en Coupe de Belgique. Ce qui n'était plus arrivé depuis 1995.

## Faits marquants
- Le Standard Fémina de Liège débute bien avec un 9 sur 9 et 20 buts marqués.
- Le FCF White Star Woluwé, montant de D2, va doucher l'enthousiasme liégeois en l'emportant nettement à Liège (2-5).
- Les Liégeoises se reprennent et engrangent 7 points sur 9 en marquant seulement 2 buts avec, au passage, une belle victoire sur le KFC Rapide Wezemaal.
- Le Standard Fémina de Liège termine l'année 2005 en écrasant le Football Club Excelsior Kaart, 14-2.
- La reprise se fait en fanfare avec 2 victoires et 15 buts marqués dont un 10-0 contre le VC Dames Eendracht Alost.
- La suite sera moins bonne avec des défaites au KFC Rapide Wezemaal et au RSC Anderlecht entrecoupées d'un 7-2 contre Dames Zultse VV.
- La fin de championnat se fera en roue libre car le Standard Fémina de Liège a un objectif en tête: la victoire en Coupe.
- En 16èmes de finale, les Liégeoises atomisent le KFC Herent 18-0, le tour suivant est un peu plus difficile (1-3 à DVC Land van Grimbergen). Les quarts de finale sont avalés sans coup férir (8-0). En demi-finale, le Standard Fémina de Liège frôle l'élimination au match-aller mais va arracher la qualification, aux tirs au but, au DVC Zuid-West Vlaanderen.
- La finale sera épique face aux triples championnes de Belgique du KFC Rapide Wezemaal. Mené 2-1, le Standard Fémina de Liège va égaliser, de nouveau être mené et finalement terminer en boulet de canon pour l'emporter 3-6. Cécile Carnol, la capitaine liégeoise, pourra ainsi soulever la Coupe pour le tout dernier match de sa carrière.

## Équipements
| Marque          | Adidas        |
| Sponsor maillot | I.I.S Belgium |

## Staff Technique
| Fonction                | Nom             | Nationalité | Au club depuis |
| ----------------------- | --------------- | ----------- | -------------- |
| Entraineur principal    | Momo Ayed       | Belgique    | 2005           |
| Entraineur des gardiens | Dany Decroupet  | Belgique    | 1997           |
| Kiné                    | Julie Moureau   | Belgique    | 2004           |
| Directrice technique    | Fery Ferraguzzi | Italie      | 1980           |

## Effectif
|                    |          |      |                          |  |  |  |
| Delphine Barbason  | Belgique | 1994 | Formée au club           |  |  |  |
| Jessica Bijnens    | Belgique |      |                          |  |  |  |
| Audrey Bodson      | Belgique |      |                          |  |  |  |
| Cécile Carnol      | Belgique | 1994 |                          |  |  |  |
| Maud Coutereels    | Belgique | 2003 | Étoile Rouge de Belgrade |  |  |  |
| Isabelle Ebhodaghe | Belgique | 1997 | DV Borgloon              |  |  |  |
| Marjory Guiset     | Belgique | 1993 | Formée au club           |  |  |  |
| Florine Henry      | Belgique | 2005 | Templiers-Neupré         |  |  |  |
| Cécile Ibanez      | Belgique | 1996 | Formée au club           |  |  |  |
| Adeline Médard     | Belgique |      |                          |  |  |  |
| Sylvianne Mignolet | Belgique |      |                          |  |  |  |
| Karima Ouazza      | Belgique | 2003 | R.Battice FC             |  |  |  |
| Laurène Pasqualone | Belgique |      | Formée au club           |  |  |  |
| Valérie Pasqualone | Belgique |      | Formée au club           |  |  |  |
| Mélissa Ranson     | Belgique | 2003 | Étoile Rouge de Belgrade |  |  |  |
| Tina Scorsone      | Belgique | 2001 | Hewian Girls Lanaken     |  |  |  |
| Nadeige Sonnet     | Belgique | 2001 | RFC Ougrée               |  |  |  |
| Kelly Theunissen   | Pays-Bas | 2005 | Hewian Girls Lanaken     |  |  |  |
| Sofie Van Houtven  | Belgique | 2003 | RSC Anderlecht           |  |  |  |
| Mélodie Zannin     | Belgique |      |                          |  |  |  |
| Aline Zeler        | Belgique | 2004 | Tenneville Sports        |  |  |  |

### Transferts
| Nom              | Nationalité sportive | Dernier club         |
| ARRIVÉES         |                      |                      |
| Kelly Theunissen | Belgique             | Hewian Girls Lanaken |
| Florine Henry    | Belgique             | Templiers-Neupré     |
| DÉPARTS          |                      |                      |
| Stéphanie Maes   | Belgique             | Wallonia Club Sibret |
| Martine Peeters  | Belgique             | arrêt                |
| Anja Devos       | Belgique             | Zwartberg FC         |

## Les résultats

### Classement final
Le Standard Fémina de Liège termine 5e avec 52 points, 16 victoires, 4 nuls, 6 défaites avec 92 buts marqués et 45 encaissés.

### Championnat de Belgique
| Journée | Date                               | Club visité                   | Club visiteur                 | Score  | Buts liégeois | Cartes liégeoises                                               |
| ------- | ---------------------------------- | ----------------------------- | ----------------------------- | ------ | --- | --------------------------------------------------------------- |
| 1       | 20/08/2005                         | Football Club Excelsior Kaart | Standard Fémina de Liège      | 1 - 3  | Aline Zeler, Audrey Bodson, Kelly Theunissen                                                                        | Audrey Bodson (J), Adeline Médard (J)                           |
| 2       | 27/08/2005                         | Standard Fémina de Liège      | SKOG Ostende                  | 12 - 0 | Maud Coutereels (6), Aline Zeler (2), Audrey Bodson, Cécile Carnol, Tina Scorsone, Kelly Theunissen                 |                                                                 |
| 3       | 03/09/2005                         | VC Dames Eendracht Alost      | Standard Fémina de Liège      | 4 - 5  | Maud Coutereels, Adeline Médard, Cécile Carnol, Aline Zeler, Isabelle Ebhodaghe                                     |                                                                 |
| 4       | 10/09/2005                         | Standard Fémina de Liège      | FCF White Star Woluwé         | 2 - 5  | Isabelle Ebhodaghe, Cécile De Gernier (csc)                                                                         | Sylvianne Mignolet (J)                                          |
| 5       | 17/09/2005                         | K.Vlimmeren Sport             | Standard Fémina de Liège      | 0 - 1  | Kelly Theunissen | Maud Coutereels (J)                                             |
| 6       | 08/10/2005                         | Standard Fémina de Liège      | KFC Rapide Wezemaal           | 1 - 0  | Isabelle Ebhodaghe                                                                                                  |                                                                 |
| 7       | 15/10/2005                         | Dames Zultse VV               | Standard Fémina de Liège      | 0 - 0  | | Maud Coutereels (J), Adeline Médard (2J/R)                      |
| 8       | 22/10/2005                         | Standard Fémina de Liège      | RSC Anderlecht                | 2 - 4  | Cécile Carnol, Aline Zeler                                                                                          |                                                                 |
| 9       | 12/11/2005                         | Sinaai Girls                  | Standard Fémina de Liège      | 2 - 3  | Adeline Médard, Cécile Carnol, Audrey Bodson                                                                        | Kelly Theunissen (J), Maud Coutereels (J)                       |
| 10      | 19/11/2005                         | Standard Fémina de Liège      | DVC Zuid-West Vlaanderen      | 2 - 2  | Isabelle Ebhodaghe, Cécile Carnol                                                                                   | Adeline Médard (J)                                              |
| 11      | 26/11/2005 (reporté au 04/03/2006) | Standard Fémina de Liège      | Oud-Heverlee Louvain          | 2 - 3  | Audrey Bodson, Aline Zeler                                                                                          | Tina Scorsone (J)                                               |
| 12      | 03/12/2005                         | KFC Lentezon Beerse           | Standard Fémina de Liège      | 1 - 3  | Aline Zeler (3) |                                                                 |
| 13      | 10/12/2005                         | Standard Fémina de Liège      | KVK Tirlemont                 | 3 - 2  | Isabelle Ebhodaghe, Cécile Carnol, Kelly Theunissen                                                                 |                                                                 |
| 14      | 17/12/2005                         | Standard Fémina de Liège      | Football Club Excelsior Kaart | 14 - 2 | Isabelle Ebhodaghe (7), Audrey Bodson (2), Maud Coutereels (2), Cécile Carnol, Sylvianne Mignolet, Kelly Theunissen |                                                                 |
| 15      | 07/01/2006                         | SKOG Ostende                  | Standard Fémina de Liège      | 1 - 5  | Cécile Carnol, Maud Coutereels, Isabelle Ebhodaghe, Karima Ouazza, Laurène Pasqualone                               | Sylvianne Mignolet (J)                                          |
| 16      | 14/01/2006                         | Standard Fémina de Liège      | VC Dames Eendracht Alost      | 10 - 0 | Isabelle Ebhodaghe (4), Audrey Bodson (2), Cécile Carnol, Maud Coutereels, Kelly Theunissen, Aline Zeler            |                                                                 |
| 17      | 21/01/2006                         | FCF White Star Woluwé         | Standard Fémina de Liège      | 1 - 3  | Maud Coutereels, Isabelle Ebhodaghe, Aline Zeler                                                                    | Maud Coutereels (J), Adeline Médard (J), Sylvianne Mignolet (J) |
| 18      | 28/01/2006                         | Standard Fémina de Liège      | K.Vlimmeren Sport             | 1 – 1  | Aline Zeler |                                                                 |
| 19      | 04/02/2006                         | KFC Rapide Wezemaal           | Standard Fémina de Liège      | 3 - 1  | Maud Coutereels | Tina Scorsone (J)                                               |
| 20      | 11/02/2006                         | Standard Fémina de Liège      | Dames Zultse VV               | 7 - 2  | Isabelle Ebhodaghe (3), Cécile Carnol, Sylvianne Mignolet, Aline Zeler, Cael (csc)                                  | Kelly Theunissen (J)                                            |
| 21      | 18/02/2006                         | RSC Anderlecht                | Standard Fémina de Liège      | 5 - 1  | Aline Zeler | Sylvianne Mignolet (J)                                          |
| 22      | 25/03/2006                         | Standard Fémina de Liège      | Sinaai Girls                  | 1 - 3  | Audrey Bodson | Adeline Médard (J)                                              |
| 23      | 11/03/2006                         | DVC Zuid-West Vlaanderen      | Standard Fémina de Liège      | 0 - 4  | Isabelle Ebhodaghe (3), Cécile Carnol                                                                               |                                                                 |
| 24      | 18/03/2006                         | Oud-Heverlee Louvain          | Standard Fémina de Liège      | 0 - 1  | Audrey Bodson |                                                                 |
| 25      | 01/04/2006                         | Standard Fémina de Liège      | KFC Lentezon Beerse           | 4 - 2  | Audrey Bodson, Cécile Carnol, Maud Coutereels, Isabelle Ebhodaghe                                                   |                                                                 |
| 26      | 08/04/2006                         | KVK Tirlemont                 | Standard Fémina de Liège      | 1 - 1  | Aline Zeler | Adeline Médard (J), Karima Ouazza (J)                           |

### Coupe de Belgique
| Tour       | Date       | Club visité                  | Club visiteur               | Score           | Buts liégeois | Cartes liégeoises                                          |
| ---------- | ---------- | ---------------------------- | --------------------------- | --------------- | --- | ---------------------------------------------------------- |
| 1/16       | 13/08/2005 | Standard Fémina de Liège     | KFC Herent (1e Provinciale) | 18 – 0          | Aline Zeler (5), Maud Coutereels (4), Isabelle Ebhodaghe (4), Kelly Theunissen (3), Cécile Ibanez, Karima Ouazza |                                                            |
| 1/8        | 24/08/2005 | DVC Land van Grimbergen (D2) | Standard Fémina de Liège    | 1 – 3           | Cécile Carnol, Maud Coutereels, Tina Scorsone                                                                    |                                                            |
| 1/4        | 05/04/2006 | Standard Fémina de Liège     | Dames Zultse VV             | 8 – 0           | Isabelle Ebhodaghe (3), Audrey Bodson (2), Cécile Ibanez, Adeline Médard, Karima Ouazza                          |                                                            |
| 1/2 aller  | 12/04/2006 | Standard Fémina de Liège     | DVC Zuid-West Vlaanderen    | 1 – 1           | Maud Coutereels                                                                                                  |                                                            |
| 1/2 retour | 12/04/2006 | DVC Zuid-West Vlaanderen     | Standard Fémina de Liège    | 1 – 1 (tab 3-4) | Kelly Theunissen                                                                                                 | Cécile Carnol (J), Sylvianne Mignolet (J), Aline Zeler (J) |
| Finale     | 23/05/2006 | KFC Rapide Wezemaal          | Standard Fémina de Liège    | 3 – 6           | Isabelle Ebhodaghe (3), Audrey Bodson, Kelly Theunissen, Aline Zeler                                             | Kelly Theunissen (J)                                       |

## Buteuses

### Championnat
- 24 buts: Isabelle Ebhodaghe
- 15 buts: Aline Zeler
- 14 buts: Maud Coutereels
- 12 buts: Cécile Carnol
- 11 buts: Audrey Bodson
- 6 buts: Kelly Theunissen
- 2 buts: Adeline Médard, Sylvianne Mignolet, Tina Scorsone
- 1 but: Karima Ouazza, Laurène Pasqualone

### Coupe
- 10 buts: Isabelle Ebhodaghe
- 6 buts: Maud Coutereels, Aline Zeler
- 5 buts: Kelly Theunissen
- 3 buts: Audrey Bodson
- 2 buts: Cécile Ibanez, Karima Ouazza
- 1 but: Cécile Carnol, Adeline Médard, Tina Scorsone

## Cartes

### Rouge
- 1: Adeline Médard (2 J)

### Jaunes
- 6: Adeline Médard
- 5: Sylvianne Mignolet (1 en Coupe)
- 4: Maud Coutereels
- 3: Kelly Theunissen (1 en Coupe)
- 2: Tina Scorsone
- 1: Audrey Bodson, Cécile Carnol (1 en Coupe), Karima Ouazza, Aline Zeler (1 en Coupe)